# FAW Group

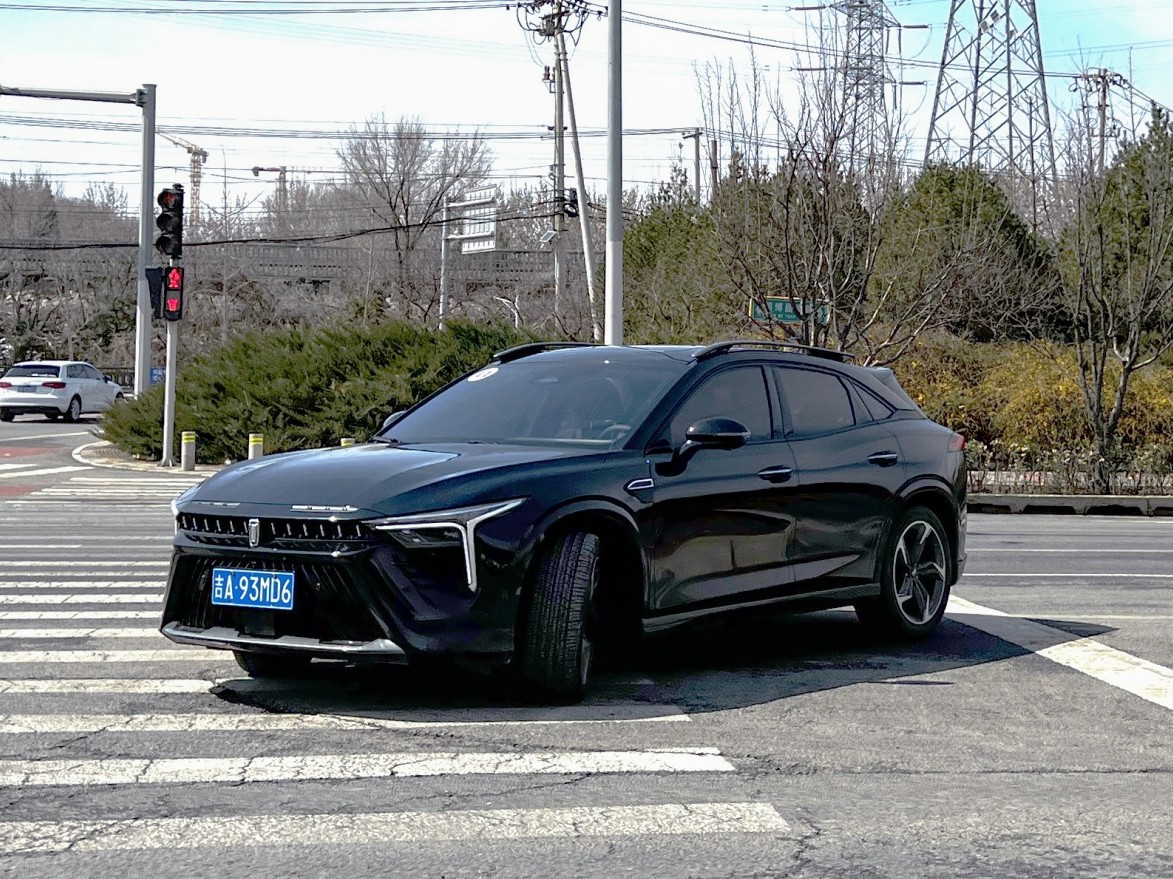
Bestune B70S

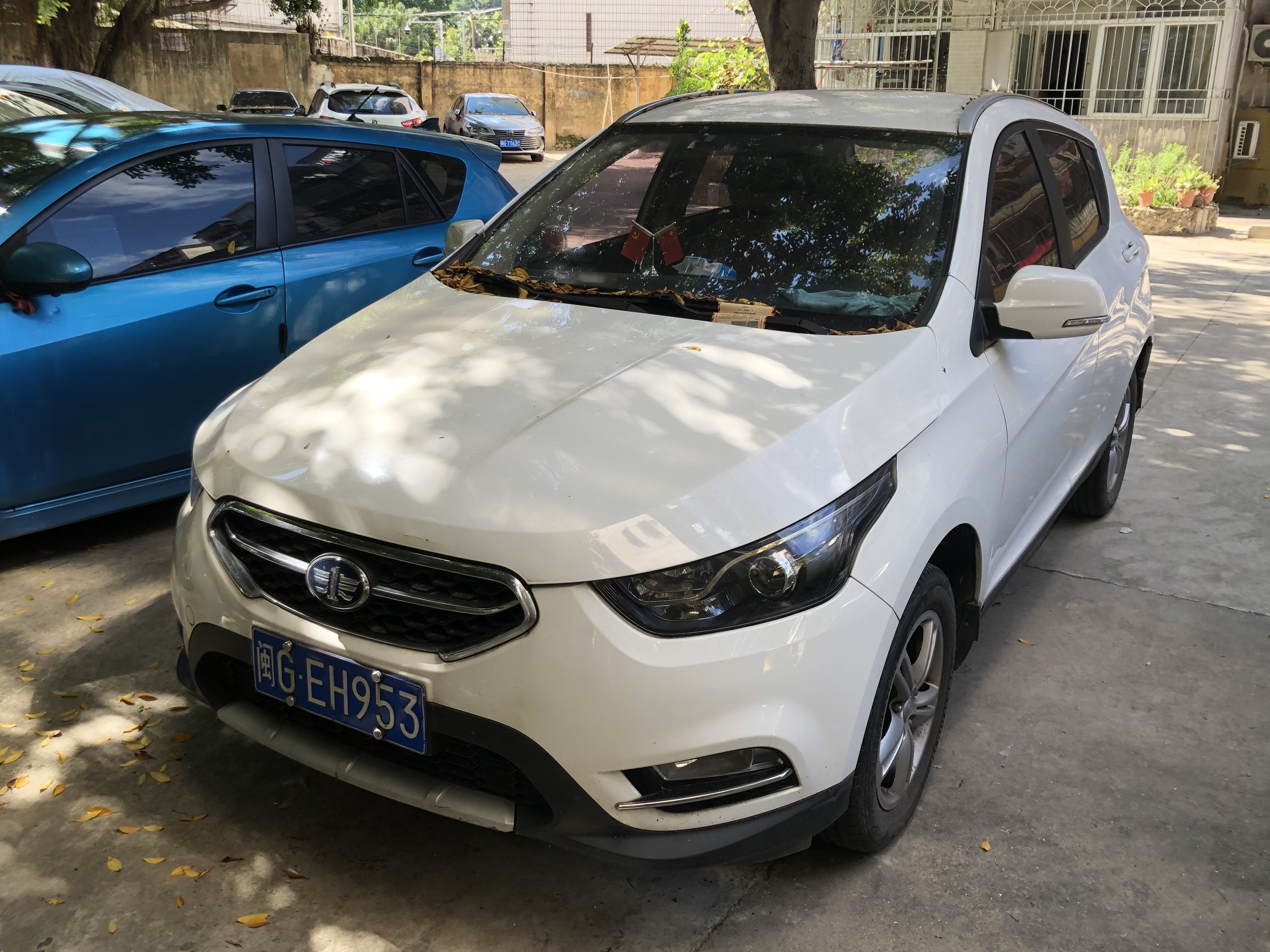
Junpai D60

China FAW Group Corporation (dawniej First Automobile Works) – chiński producent samochodów. Koncern FAW powstał w 1953 roku w Changchun. W lipcu 1956 roku wytwórnia rozpoczęła produkcję ciężarówek Jiefang CA-10 będących kopiami ZiS-a-150. W maju 1958 roku zakład zaprezentował czterodrzwiowy samochód osobowy Dongfeng CA-71, wzorowany na francuskiej Simce Vedette, który był produkowany przez rok. Trzy miesiące później zaprezentowano prototyp limuzyny Hongqi CA 72-IE.
FAW produkuje samochody od małolitrażowych, poprzez autobusy do ciężarówek. Jest światowym dostawcą oryginalnych części samochodowych i komponentów. 

## Wybrane modele marki FAW

### Osobowe
- Hongqi
- Vita
- Xiali
- Besturn
- Vizi
- Vela
- Weizhi
- Fuli
- Linya

### Ciężarowe
- Jiefang CA-10
- J6

## Galeria

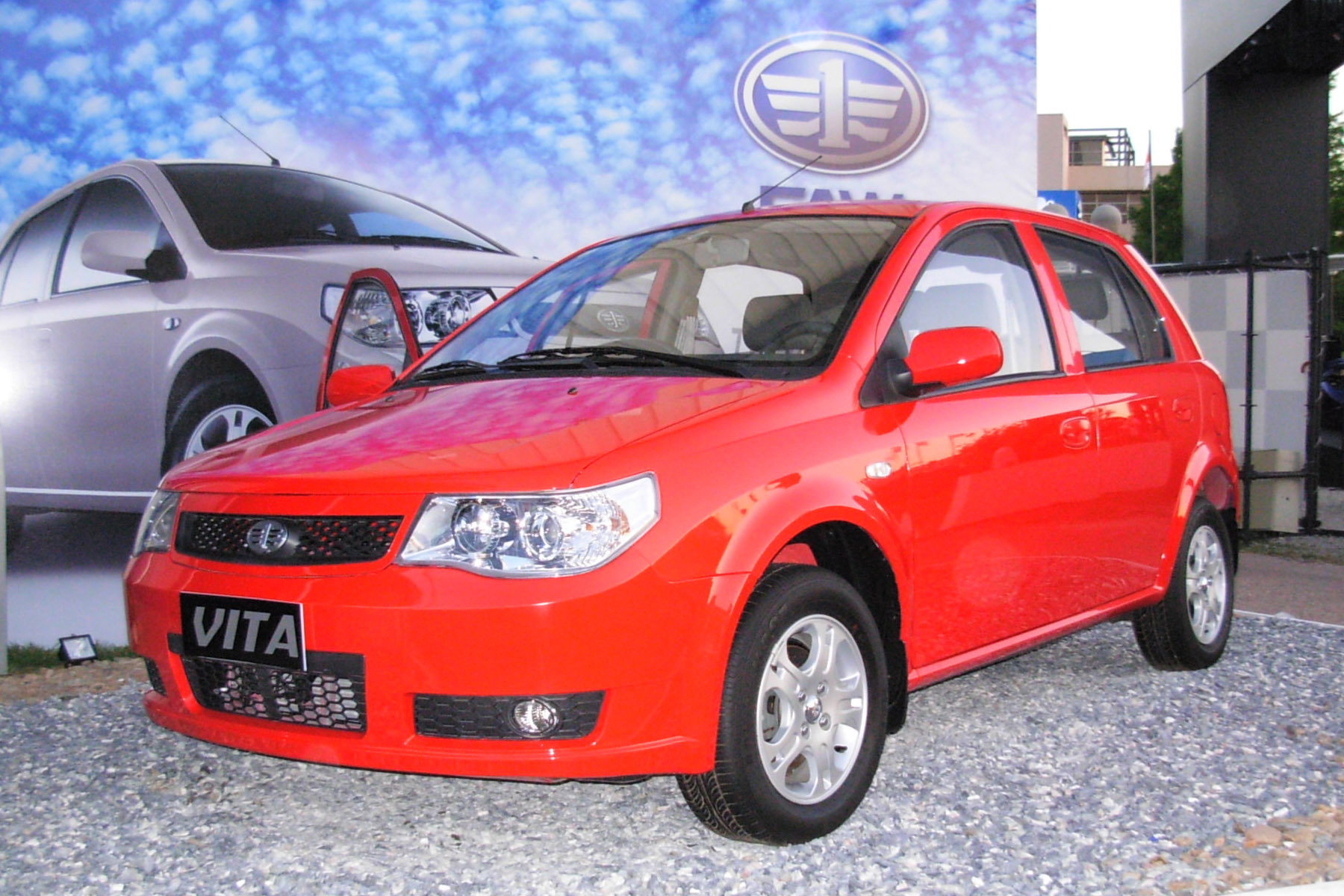
FAW Vita
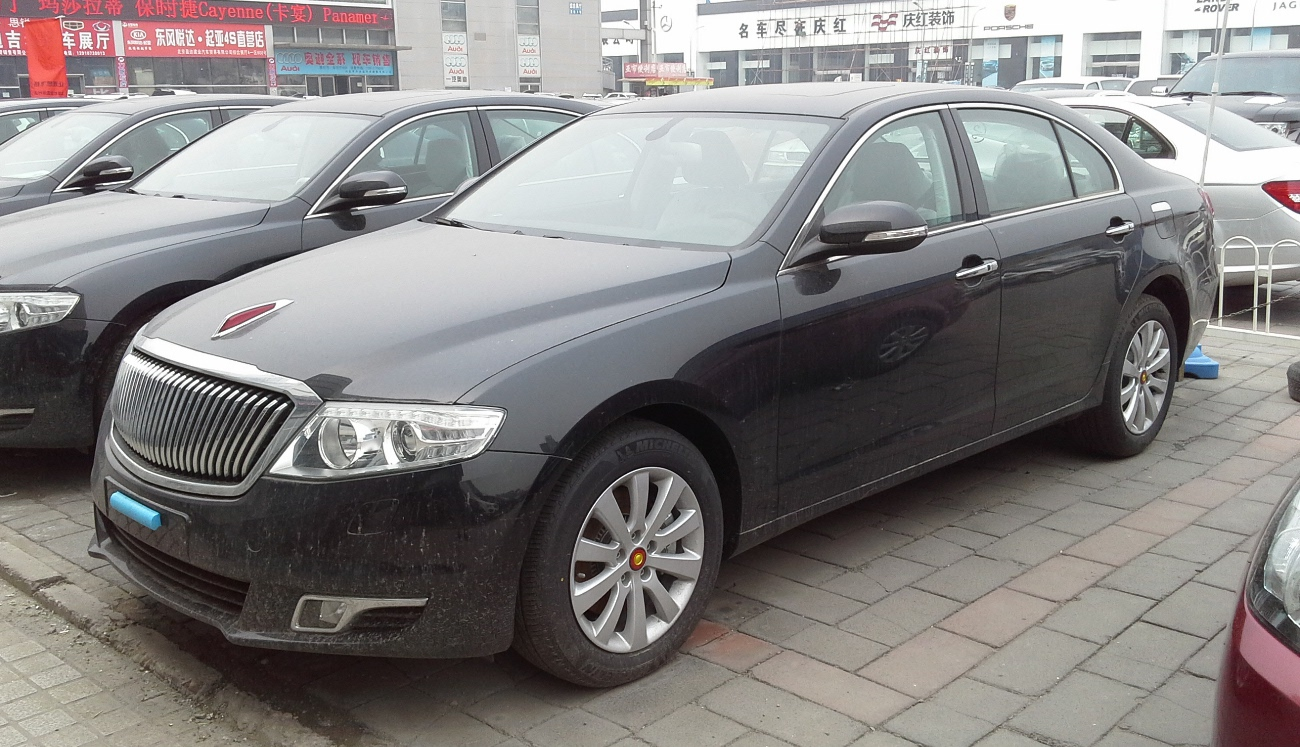
Hongqi H7 produkowany przez FAW
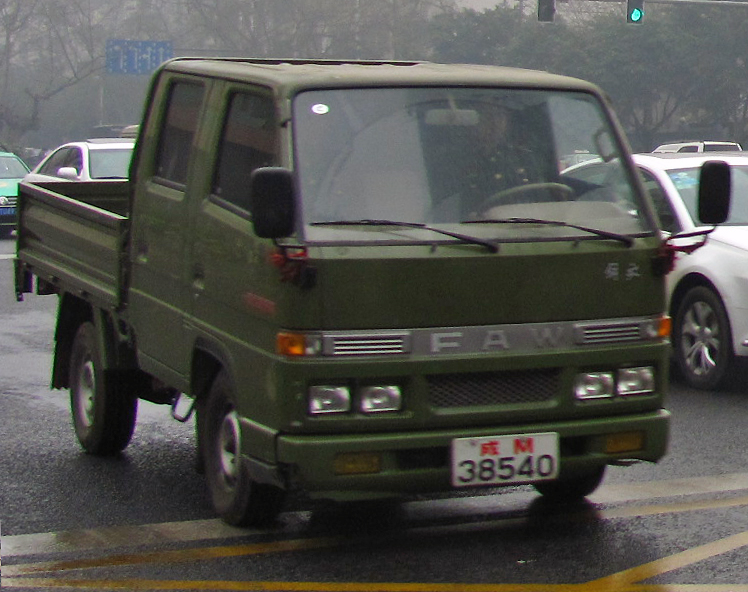
FAW Jiefang CA1020
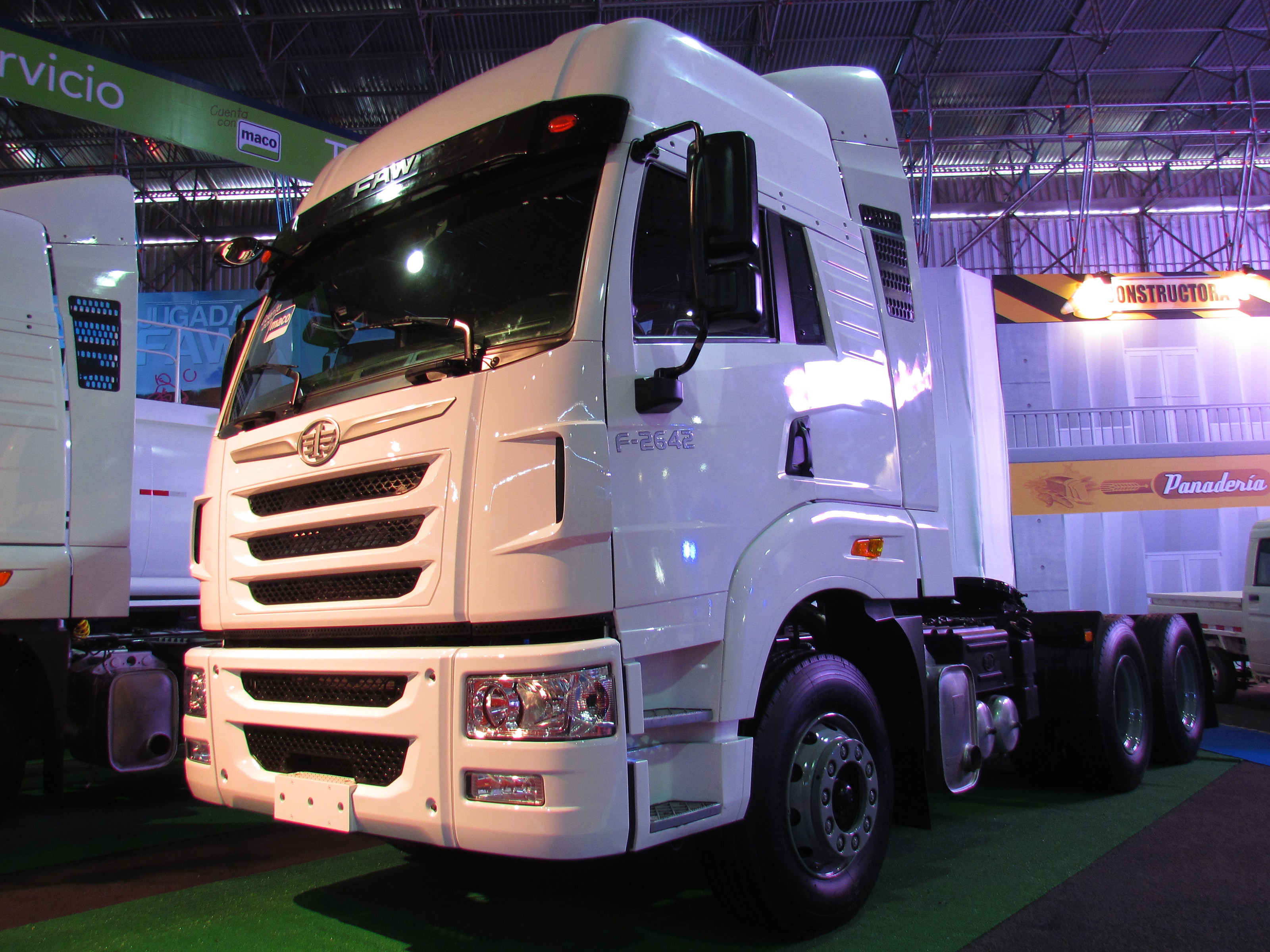
samochód ciężarowy marki FAW
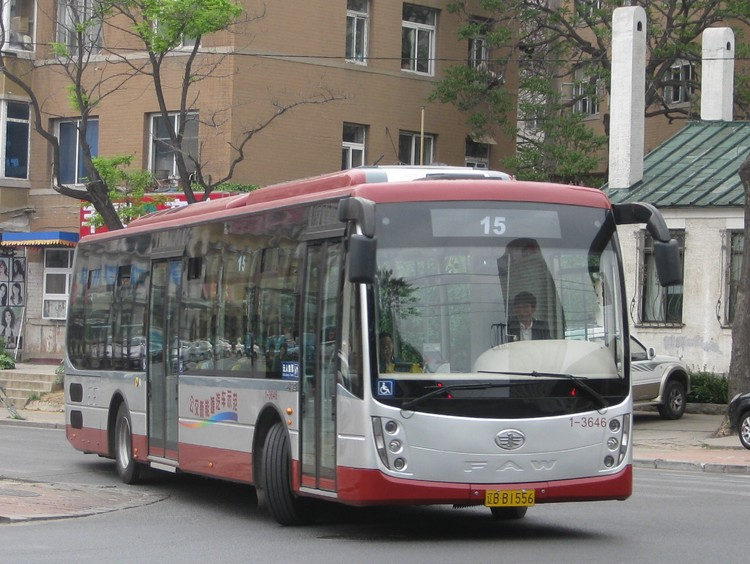
autobus marki FAW